# Flower/Halloween
„Flower/Halloween“ je singl americké rockové skupiny Sonic Youth k albu Bad Moon Rising. Byl vydán v červenci 1985 pod vydavatelstvím Homestead Records.

## Seznam skladeb
1. "Starpower" (edit) - 2:50
2. "Bubblegum" (Kim Fowley) - 2:45
3. "Expressway to yr Skull" - 4:30